# Boscia praecox
Boscia praecox är en kaprisväxtart som beskrevs av Lucien Leon Hauman. Boscia praecox ingår i släktet Boscia och familjen kaprisväxter. Inga underarter finns listade i Catalogue of Life.